# Alieto Pieri
Alieto Pieri (San Vittore, 9 luglio 1933 – Firenze, 23 maggio 2005) è stato uno scrittore italiano.

## Biografia
Dopo la laurea in glottologia presso l'Università di Firenze, fu insegnante di latino e greco, preside e infine ispettore scolastico. Dal 1979 al 1985 diresse la Scuola italiana di Atene e dal 1986 al 1993 quella di Parigi.
Autore di una ventina di testi scolastici, ha collaborato a riviste di filologia classica con numerosi articoli, ha tradotto opere di Padri della Chiesa, ha studiato con particolare attenzione Lucrezio (articoli vari e Lucrezio in Macrobio, premio Filologia del Ministero dei Beni Culturali) assegnato dall'Accademia dei Lincei.
Ha collaborato per la sezione lessicografica al Dizionario illustrato greco-italiano (H.G. Liddell-R. Scott)

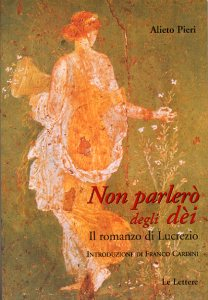
Non parlerò degli dei

Il romanzo Non parlerò degli dei (Firenze, Le Lettere, 2003) è un romanzo sui generis in quanto unisce alla fantasia indispensabile a ogni tipo di romanzo un adeguato rigore filologico.
Ha ricevuto il premio speciale Mario Conti al XXII Premio Firenze-Europa 2004.
| Controllo di autorità | VIAF (EN) 73980985 · ISNI (EN) 0000 0000 0063 3941 · SBN RAVV012995 · BNF (FR) cb128666872 (data) |